# 揚場町
揚場町（あげばちょう）は、東京都新宿区の町名。住居表示実施済み区域であり、「丁目」の設定がない単独町名である。

## 地理
新宿区の北東部に位置する。町域の北は大久保通りを境に下宮比町に、東は外堀通り境に神楽河岸に、南は神楽坂二丁目に、西は津久戸町にそれぞれ接する。町域北東部は飯田橋交差点に接しており、目白通り・外堀通り・大久保通りが交差しており、交通の要所になっている。大久保通りはこの交差点を始点としている。町域東側の飯田橋駅付近の一角に当たる。ビルやオフィス、マンションや商店などが並んだ商業地となっている。

## 歴史
1988年（昭和63年）、近隣の5か町とともに、従前の町名町域を継承する形で住居表示が実施された。

### 町名の由来
町名は、もと飯田濠に面した荷揚げ場があったことによる。

## 世帯数と人口
2025年（令和7年）3月1日現在（新宿区発表）の世帯数と人口は以下の通りである。
- 世帯数 : 64世帯
- 人口 : 108人

### 人口の変遷
国勢調査による人口の推移。
| 年                 | 人口 |
| ------------------ | ---- |
| 1995年（平成7年）  | 112  |
| 2000年（平成12年） | 88   |
| 2005年（平成17年） | 89   |
| 2010年（平成22年） | 90   |
| 2015年（平成27年） | 107  |
| 2020年（令和2年）  | 113  |

### 世帯数の変遷
国勢調査による世帯数の推移。
| 年                 | 世帯数 |
| ------------------ | ------ |
| 1995年（平成7年）  | 45     |
| 2000年（平成12年） | 36     |
| 2005年（平成17年） | 37     |
| 2010年（平成22年） | 40     |
| 2015年（平成27年） | 54     |
| 2020年（令和2年）  | 64     |

## 学区
区立小・中学校に通う場合、学区は以下の通りとなる（2018年8月時点）。
- 区域 : 全域
  - 小学校 : 新宿区立津久戸小学校
  - 中学校 : 新宿区立牛込第三中学校

## 事業所
2021年（令和3年）現在の経済センサス調査による事業所数と従業員数は以下の通りである。
- 事業所数 : 172事業所
- 従業員数 : 6,120人

### 事業者数の変遷
経済センサスによる事業所数の推移。
| 年                 | 事業者数 |
| ------------------ | -------- |
| 2016年（平成28年） | 167      |
| 2021年（令和3年）  | 172      |

### 従業員数の変遷
経済センサスによる従業員数の推移。
| 年                 | 従業員数 |
| ------------------ | -------- |
| 2016年（平成28年） | 6,357    |
| 2021年（令和3年）  | 6,120    |

## 施設
- TKC本社
- サーバーワークス本社

## その他

### 日本郵便
- 郵便番号 : 162-0824[3]（集配局 : 牛込郵便局[15]）。